# Transportador de zinc
Los transportadores de zinc o bien proteínas transportadoras de zinc (exportadoras ZnT e importadoras ZIP), en biología celular, son un tipo de proteína transportadora de membrana de la familia de transportadores de solutos que controla el pasaje de zinc a través de las membranas biológicas en mamíferos, aves, anfibios, reptiles y peces, y que regulan sus concentraciones intracelulares, ya sean en citoplasma, vesículas u orgánulos, y en los espacios extracelulares, contribuyendo así a la homeostasis de dicho catión divalente en el organismo para lograr una concentración en el humano de alrededor de 40 mg de zinc por kg de peso corporal, de los cuales aproximadamente un 57% está en los músculos, un 29% se ubica en los huesos, un 6% en la piel, un 5% en el hígado, un 1,5% en el cerebro y  el 1,5% restante se encuentra distribuido con altas concentraciones en la próstata, en la retina y en los órganos reproductores, entre otros tejidos biológicos y fluidos corporales con menos concentraciones del mineral.

## Familia de exportadores citoplasmáticos de zinc
La familia del transportador de zinc (ZnT) o transportador de soluto 30A (SLC30A), que constan de 6 dominios transmembrana, controla el flujo unidireccional de zinc desde el citoplasma hacia el exterior de la célula y también hacia el interior de las vesículas intracelulares y organelas. Presenta nueve miembros más uno especial (Znt10 que exporta solo manganeso) codificados por sus respectivos genes:

### ZnT1
El transportador de zinc ZnT1 (o bien como miembro 1 de la familia 30 de transportadores de solutos que está codificado por el gen humano SLC30A1) es un simportador Zn2+/Ca2+ de la membrana citoplasmática de las neuronas del cerebro, especialmente en cerebelo, corteza y bulbo olfatorio, y también de la membrana celular de las células beta de los islotes del páncreas endocrino y del borde basal de los nefrocitos del epitelio simple cúbico del túbulo contorneado proximal del riñón.
Se sobrexpresa a nivel digestivo ante un exceso de zinc principalmente en el borde apical del epitelio simple cúbico acinar pancreático exócrino para devolverlo a la luz intestinal, y ante una carencia del mismo, en el borde basolateral de los enterocitos, que junto a las metalotioneínas, desintoxican a las células de los excesivos cationes acumulados y regulan en el aparato digestivo la liberación de zinc a la circulación portal para su distribución sistémica.

### ZnT2
El transportador de zinc ZnT2 (SLC30A2) es un uniportador de zinc de la membrana citoplasmática, de la vesicular intracelular y de la lisosomal de varios tejidos biológicos, inclusive de la membrana celular del borde basal del nefrocito del túbulo contorneado proximal del riñón y además de ser el principal de la membrana vesicular secretora de las células del epitelio simple cúbico acinar de las glándulas mamarias (otro menos importante es el ZnT4), cuya mutación provoca la deficiencia neonatal transitoria de zinc, y del páncreas exócrino, en el cual se expresa ante un exceso de zinc.

### ZnT3
El transportador de zinc ZnT3 (SLC30A3) es un uniportador de la membrana vesicular intracelular de varios tejidos pero en el SNC se expresa principalmente en la membrana vesicular sináptica de neuronas glutamatérgicas que representan los dos tercios de las neuronas de la corteza cerebral —importante en la potenciación de la memoria a largo plazo y el aprendizaje, por lo que la deficiencia de zinc ya sea nutricional, heredada o adquirida está relacionada con enfermedades neurodegenerativas como el alzhéimer y el párkinson y con el retraso cognitivo en niños y adolescentes— y también del botón sináptico de las fibras musgosas del hipocampo, y por ende todas usan como neurotransmisor excitatorio al glutamato (anión de ácido glutámico) que se une a sus receptores homónimos postsinápticos de otras neuronas y de las células de la glía.
En el receptor NMDA glutamatérgico, el neurotransmisor glicina tiene su sitio de unión específico para que se active el receptor, por lo que es un coagonista necesario (aunque como neurotransmisor inhibitorio se une al receptor de glicina), y el catión zinc tiene su sitio modulador alostérico negativo para regular los efectos del neurotransmisor, siendo esto fundamental para la plasticidad neuronal y las funciones cognitivas, pero para que el magnesio bloqueante de reposo se separe de su sitio específico del canal del receptor y permita la entrada de cationes calcio y sodio y la salida de cationes potasio, necesita una leve despolarización rápida producida por la activación del receptor AMPA glutamatérgico vecino.

### ZnT4
El transportador de zinc ZnT4 (SLC30A4) es un uniportador de la membrana citoplasmática y de la vesicular intracelular de varios tejidos, principalmente de los tirocitos de la glándula tiroides, y además se expresa en la membrana vesicular secretora mamaria (apoyando al principal ZnT2).

### ZnT5
El transportador de zinc ZnT5 (SLC30A5) la variante A es un uniportador de la membrana del complejo de Golgi y del retículo endoplasmático de varios tejidos, inclusive en los tirocitos de la tiroides, y la variante B es un transportador probablemente bidireccional que se ubica en el borde apical del enterocito y podría tener un papel amortiguador de la concentración de zinc intra y extracelular.

### ZnT6
El transportador de zinc ZnT6 (SLC30A6) es un uniportador de la membrana del complejo de Golgi y del retículo endoplasmático de varios tejidos.

### ZnT7
El transportador de zinc ZnT7 (SLC30A7) es un uniportador propio de la membrana del complejo de Golgi de varios tejidos que activa con zinc a la fosfatasa alcalina.

### ZnT8
El transportador de zinc ZnT8 (SLC30A8, cromosoma 8, q24.11) es un uniportador de la membrana vesicular intracelular de varios tejidos, inclusive de los tirocitos pero principalmente se expresa en la membrana de los gránulos de insulina de la célula beta de los islotes pancreáticos; el zinc en el gránulo provoca que la citada hormona hipoglucemiante quede almacenada en hexámeros compactados, cada uno formado por seis proinsulinas que desprenden el péptido C y se unen gracias a dos iones de zinc, aunque las mutaciones genéticas, su deterioro funcional por ciertos alelos del mismo gen o por autoanticuerpos contra el ZnT8, impiden la cristalización normal de la insulina que provoca su degradación hepática excesiva y la consecuente reducción de la cantidad de hormona que llega a los tejidos, provocando una intolerancia a la glucosa con el raro riesgo de desarrollar diabetes tipo 2 o con ausencia total de la producción de insulina con el desarrollo de la diabetes mellitus tipo 1.

### ZnT9
El transportador de zinc ZnT9 (SLC30A9) es un uniportador de la membrana nuclear y de la membrana interna mitocondrial de varios tejidos (la externa es permeable a los iones, metabolitos y péptidos debido a las porinas).

### ZnT10
El transportador ZnT10 (SLC30A10) no transporta cationes de zinc sino que es un antiportador activo secundario Mn2+/Ca2+ de varios tejidos, en especial del borde biliar de los hepatocitos y de esta manera las células expulsan el manganeso en contra de su gradiente de concentración.

## Familia de importadores citoplasmáticos de zinc
La familia del importador de zinc ZIP —por las siglas en inglés Zinc regulated transporter (Zrt) / Iron-regulated transporter (Irt)-like Protein: Proteína semejante al Zrt/Irt de levaduras y plantas— o bien transportador de soluto 39A (SLC39A), son unas proteínas que controlan el flujo de zinc desde el espacio extracelular y desde el interior de las vesículas, organelas (lisosomas, aparato de Golgi, retículo endoplásmico o mitocondrias) y del núcleo celular hacia el citoplasma (ambos en el espacio intracelular). Constan de 8 dominios transmembrana con un carbono terminal extracelular, excepto ZIP9 que consta de una estructura de 7 dominios con un C-terminal intracelular. Presenta catorce miembros codificados por sus respectivos genes:

### ZIP1
El transportador de zinc ZIP1 (o bien como miembro 1 de la familia 39 de transportadores de solutos que está codificado por el gen humano SLC39A1) es el transportador activo de zinc en la membrana plasmática de las células prostáticas, cuya glándula es la que más concentra zinc en el cuerpo, también es un uniportador de membrana de los osteoclastos encargados de la resorción ósea, en donde su sobrexpresión inhibe dicha función, además están en las células alfa y beta encocrinas de los islotes pancreáticos (su endotelio capilar es fenestrado y por tanto permeable al zinc), en los pies de los astrocitos de la barrera hematoencefálica y en el borde vascular de las células epiteliales del plexo coroideo, así como en el borde cefalorraquídeo de las células ependimarias que recubren el tercer ventrículo y los ventrículos laterales, también se expresa en las neuronas, principalmente del hipocampo, tálamo y corteza prefrontal, además del cuerpo calloso y la comisura anterior, e inclusive están en casi todos los tejidos biológicos en las membranas de las vesículas intracelulares.

### ZIP2
El transportador de zinc ZIP2 (SLC39A2) es un uniportador de la membrana citoplasmática de varios tejidos, inclusive del borde apical de los nefrocitos del epitelio simple cúbico del túbulo contorneado proximal del riñón (al igual que ZIP3, ZIP8 y ZIP14) y es el principal de los queratinocitos de la epidermis, muy necesaria para la función y diferenciación celular, la cual transforma a la célula de morfología cuboidea y nucleada a una plana, repleta de queratina y sin núcleo.

### ZIP3
El transportador de zinc ZIP3 (SLC39A3) es un uniportador de la membrana plasmática y de la membrana lisosomal de varios tejidos, principalmente en las células principales de la glándula paratiroidea encargadas de secretar la PTH, en los condrocitos encargados de sinterizar la matriz cartilaginosa (compuesta de colágeno y proteoglicanos) y de modular con la entrada de zinc a la enzima metaloproteinasa de matriz (MMP) que además de degradar el cartílago y el tejido conectivo, activa al factor de necrosis tumoral (TNF-alfa) e inactiva a la alfa 1-antitripsina (AAT).
Inclusive los transportadores de zinc se expresan en la membrana celular del borde apical de los nefrocitos del túbulo contorneado proximal del riñón (al igual que ZIP2, ZIP8 y ZIP14), también en los oligodendrocitos encargados de la mielinización de la sustancia blanca del encéfalo y médula espinal (SNC) y de la señalización celular, al igual que en las células de Schwann encargadas de la mielinización en el sistema nervioso periférico (SNP), también se expresan en las células de Sertoli que conforman la barrera hematotesticular (BHT) y, aunque aún están en estudio, también en las células beta pancreáticas endocrinas.

### ZIP4
El transportador de zinc ZIP4 (SLC39A4) es el principal transportador y procesador dietético de zinc como uniportador en las membranas apicales digestivas absortivas, principalmente en las microvellosidades de los enterocitos del yeyuno e íleon. También se expresa en el colon y el ciego y ante un déficit de zinc además en el estómago, que lo introducen desde los alimentos de la luz intestinal al interior celular.
También está presente en la membrana plasmática de los linfocitos B y los T, de los osteoblastos y osteocitos encargados de la formación de la matriz ósea, de los odontoblastos que fabrican la dentina de los dientes, de las células de Sertoli que conforman la barrera hematotesticular (BHT), en la membrana plasmática de las células beta de los islotes pancreáticos y en el endotelio capilar de la barrera hematoencefálica y de los plexos coroideos para captarlo desde la sangre y, gracias a los citados transportadores ZIP10 y ZIP1 de los mismos, llevarlo al líquido cefalorraquídeo y sistema nervioso central (SNC).
En el SNC también se expresa en los oligodendrocitos y en los ojos en las células gliales de Müller de la retina. De esta manera se consigue la concentración óptima en el SNC del humano adulto que le corresponde un pequeño porcentaje, estando en el cerebro el 80% del total como la forma inactiva ya que está unido a proteínas de reserva, tioneínas o metalotioneínas, el 20% restante se encuentra en forma libre, de los cuales el 10% está en el espacio interneuronal, y el otro 10% gracias a los citados transportadores ZnT3 está dentro de las vesículas sinápticas de las neuronas glutamatérgicas.
Pero con algunas diferencias en el código genético del transportador ZIP4 pueden afectar la eficiencia de su captación en diferentes poblaciones humanas mundiales hasta llegar a un déficit de absorción de zinc que además se da en los perros, principalmente en razas malamute de Alaska y husky siberiano y sus mestizos.
Además debido a una mutación que tiene una incidencia de 1 en 500.000 neonatos humanos que conlleva a la ausencia de absorción de zinc, provoca en los niños la acrodermatitis enteropática, y también en animales destetados, principalmente la acrodermatitis letal de los bull terrier y los perros mestizos de dicha raza.

### ZIP5
El transportador de zinc ZIP5 (SLC39A5) es un uniportador de zinc de la membrana de las células de Leydig de los testículos endocrinos, necesario para la síntesis de testosterona e inhibición de la producción de la tres veces más potente dihidrotestosterona, y en la parte exócrina de los mismos se expresa en la membrana del acrosoma de los espermatozoides, por lo que el catión zinc atraviesa la barrera hematotesticular (BHT) gracias a los transportadores ZIP3, ZIP4 y ZIP10.
También está presente en el borde basolateral de la membrana citoplasmática de los enterocitos y del epitelio acinar pancreático y de esta forma monitorean la concentración de zinc para activar, por medio de la expresión de otros transportadores, su excreción al exterior o la absorción dietética del mismo.

### ZIP6
El transportador de zinc ZIP6 (SLC39A6) es un uniportador de la membrana plasmática de varios tejidos, especialmente de las células principales paratiroideas, de las células de Langerhans y otras presentadoras de antígenos al linfocito T y también de la membrana de las neuronas del hipocampo y corticales.

### ZIP7
El transportador de zinc ZIP7 (SLC39A7) es un uniportador de la membrana nuclear y de la membrana del complejo de Golgi, principalmente en los miocitos del músculo esquelético, en los enterocitos y células beta pacreáticas, y del retículo endoplasmático de varios tejidos, principalmente de condrocitos y nuevamente de los miocitos del músculo esquelético, que gracias a los transportadores ZIP8 y ZIP14 capta aproximadamente el 60 % del zinc del cuerpo.

### ZIP8
El transportador de zinc ZIP8 (SLC39A8) es un simportador catión/bicarbonato de la membrana citoplasmática, de la membrana lisosomal y de la membrana interna mitocondial de varios tejidos biológicos, por lo que transporta al interior celular los cationes de zinc, manganeso, hierro o cadmio (carcinógeno pulmonar humano), junto al bicarbonato, y es el principal transportador de zinc de las tres citadas membranas en los miocitos del músculo cardíaco, del liso y del esquelético, en el cual con el ZIP14 capta el 60 % del zinc del cuerpo.
También se expresa en los nefrocitos del túbulo contorneado proximal del riñón (al igual que ZIP2, ZIP3 y ZIP14), que junto al citado ZIP14 reabsorben de la orina el hierro libre, en las células principales y oxífilas de la glándula paratiroidea, en los linfocitos B y los T, en las neuronas de la retina y su epitelio pigmentario, en los condrocitos del cartílago, en el borde basal de los neumocitos tipo II de la barrera hematoalveolar (BHA) y en la membrana interna mitocondrial de los hepatocitos.
Además la concentración de este transportador de zinc es más alta durante el período de desarrollo embrionario de diferentes sistemas de órganos, donde se localiza en las células endoteliales, específicamente del corazón, ya que el desarrollo cardíaco es dependiente de zinc.

### ZIP9
El transportador de zinc ZIP9 (SLC39A9) es un uniportador y único miembro de la subfamilia I que se ubica en la membrana del complejo de Golgi y del retículo endoplasmático de varios tejidos biológicos, inclusive en los tirocitos (células foliculares de la glándula tiroides), y también es un receptor de andrógenos de membrana acoplado a proteína G que se expresa en las células de Schwann encargadas de la mielinización del sistema nervioso periférico (SNP), y además en las células cancerígenas de mama y de próstata en humanos y que al unírsele la testosterona, desencadena la apoptosis de células tumorales por entrada excesiva de zinc.

### ZIP10
El transportador de zinc ZIP10 (SLC39A10) es un uniportador de la membrana citoplasmática de varios tejidos biológicos, inclusive en la membrana plasmática del linfocito B,  de las células alfa y beta pacreáticas endocrinas, de las células de Sertoli que conforman la barrera hematotesticular (BHT), del borde vascular de los pericitos de la barrera hematoencefálica (BHE), en donde parece inhibir la adhesión y estimular la proliferación celular, y también se expresa en los oligodendrocitos del SNC, además es el principal transportador de zinc de los ovocitos.

### ZIP11
El transportador de zinc ZIP11 (SLC39A11) es principalmente un uniportador de la membrana nuclear y de la membrana del complejo de Golgi de varios tejidos, inclusive en las células gliales de Müller de la retina del ojo, y que disminuye su expresión ante una restricción de zinc, pero en una dieta deficiente del mineral pasa a expresarse en la membrana plasmática del borde apical de las células epiteliales del estómago, intestino delgado y colon; también se ha descubierto que el transportador aumenta en cantidad en el adenocarcinoma de páncreas, el cáncer colorrectal y el cáncer de mama, lo que confirma que es un protagonista importante en el establecimiento y mantenimiento de las características proliferativas, migratorias e invasivas de las células neoplásicas.

### ZIP12
El transportador de zinc ZIP12 (SLC39A12) es un transportador de zinc de la membrana plasmática que se expresa en muchos tejidos y es particularmente alto en el cerebro y en las neuronas de la retina y su epitelio pigmentario, en los ojos, por lo que se está estudiando su mutación y mayor expresión en el SNC por una posible vinculación con la esquizofrenia, el autismo y varios tipos de cáncer, al igual que en las células de Schwann encargadas de la mielinización del SNP, además de poder desempeñar un papel importante en la reproducción y la fertilidad ya que se expresa en las espermatogonias de los túbulos seminíferos de los testículos y en la cabeza y parte media de la cola de los espermatozoides, también se expresa en la placa dorsal del ectodermo embrionario, que actúa en la invaginación, formación y diferenciación celular del tubo neural, en cuyas células también se expresa, participando en la extensión de las neuritas.

### ZIP13
El transportador de zinc ZIP13 (SLC39A13) es un uniportador de la membrana de las vesículas intracelulares y de la membrana del complejo de Golgi de varios tejidos biológicos, inclusive en las células de Schwann, en los tirocitos (células foliculares de la glándula tiroides), en los osteoblastos, condroblastos, odontoblastos y fibroblastos del tejido conectivo, y se ha descubierto que promueve la migración e invasión de células de cáncer de ovario al activar una vía de señalización específica.

### ZIP14
El transportador de zinc ZIP14 (SLC39A14) es un uniportador de la membrana plasmática que tiene especificidad de expresión en humanos solo en algunos tejidos biológicos y es el principal transportador de zinc en hepatocitos y en los tirocitos foliculares —en donde es el único conocido que introduce el zinc que actúa como cofactor para varias enzimas necesarias para la síntesis hormonal, por lo que la disfunción del transportador podría provocar hipotiroidismo suclínico y una mutación, la distonía parkinsoniana infantil por acumulación cerebral de manganeso— y también en las células parafoliculares de la tiroides que secretan calcitonina, además se expresa en los nefrocitos del epitelio simple cúbico del túbulo contorneado proximal del riñón (al igual que ZIP2, ZIP3 y ZIP8), en las células alfa pancreáticas endocrinas, en los linfocitos B, en los T, en los osteoclastos encargados de la resorción ósea, en los cardiomiocitos y además en los miocitos del músculo esquelético, que con el ZIP8 capta aproximadamente el 60 % del zinc del cuerpo.
Solo se sobrexpresa por estimulación de citocinas en condiciones proinflamatorias en el borde apical de las células epiteliales del estómago, intestino delgado y colon, además en los citados túbulos contorneados proximales renales, en los tirocitos y en el borde basolateral de los enterocitos, también en los condroblastos, aunque en estos hace falta más investigación.
En el hígado y los riñones también se sobrexpresa en el borde basal portal del hepatocito y en el borde apical tubular proximal renal, ante una inflamación aguda o ante un incremento de la concentración iónica en donde actuarían como un simportador Zn2+/Fe2+ (hierro no unido a transferrina) o bien Zn2+/Mn2+ para ser excretados por la bilis o para ser reabsorbido de la orina, siendo ese último simportador en el hígado una función fisiológica de la homeostasis del manganeso, ya que lo regula en el propio hígado y a su vez media sus niveles en otros tejidos biológicos, incluidos el cerebro, el corazón, los riñones y la circulación, pero en el riñón, el primer simportador puede producir una sobrecarga de hierro en los túbulos contoneados proximales, ya que junto al ZIP8 lo reabsorben de la orina como hierro libre pero además ZIP14 realiza la captación de hierro unido a transferrina por endocitosis.